# Schismatoglottis merrillii
Schismatoglottis merrillii är en kallaväxtart som beskrevs av Adolf Engler. Schismatoglottis merrillii ingår i släktet Schismatoglottis och familjen kallaväxter. Inga underarter finns listade.